# Жак-Луї де Валон
Жак-Луї де Валон, маркіз де Мімер, (фр. Jacques-Louis de Valon; 19 листопада 1659, Діжон — 3 березня 1719, Париж) — французький генерал-лейтенант і поет. Член Французької академії.

## Біографія
Жак-Луї де Валон був мененом Луї де Бурбона, дофіна де Віенуа, завдяки цьому зробив кар'єру в армії. Король Людовик XIV подарував де Валону територію навколо Мімеру (нині Кот-д'Ор) і зробив його маркграфом.
За підтримки Франсуа Луї де Бурбона, принца де Конті, Маркізи де Монтеспан і, не в останню чергу, Нікола Буало, у грудні 1707 року де Валон був обраний членом Французької академії (крісло № 3). Він став спадкоємцем покійного Луї Кузена, а в 1719 році його змінив священнослужитель і перекладач Нікола Ґедіон. Подейкують, що інавгураційну промову для де Валона написав письменник Антуан Удар де ла Мотт (Antoine Houdar de la Motte).
Де Валон здебільшого писав оди у стилі Горація; значна частина його творів залишилася недрукованою.
У його рідному місті Діжоні названа вулиця на його честь.